# النر زكرين
النر زكرين (بالروسية: Закарин, Ильнур Азатович)‏ مواليد 15 سبتمبر 1989 في نابريجنيي تشلني، روسيا، هو دراج روسي في صنف سباق الدراجات على الطريق.

## سباقات أو مراحل فاز بها
| التاريخ        | السباق                                                         | المركز                                          |
| -------------- | -------------------------------------------------------------- | ----------------------------------------------- |
| 19 يوليو 2007  | 2007 European Road Cycling Championships Men U19 ITT           | الفائز في التصنيف العام                         |
| 06 أكتوبر 2011 | 2011 Friendship People North-Caucasus Stage Race               |                                                 |
| 22 أبريل 2012  | 2012 Grand Prix of Adygea                                      | الفائز في التصنيف العام                         |
| 21 أبريل 2013  | 2013 Grand Prix of Adygea                                      |                                                 |
| 06 أبريل 2014  | 2014 Grand Prix of Sochi                                       | الفائز في التصنيف العام                         |
| 20 أبريل 2014  | 2014 Grand Prix of Adygea                                      | الفائز في التصنيف العام                         |
| 11 مايو 2014   | طواف أذربيجان 2014                                             | الفائز في التصنيف العام                         |
| 22 يونيو 2014  | طواف سلوفينيا 2014                                             |                                                 |
| 12 أكتوبر 2014 | 2014 Gran Premio Bruno Beghelli                                |                                                 |
| 04 أبريل 2015  | جائزة ميغيل إندوراين 2015                                      | المرتبة 16 في التصنيف العام                     |
| 11 أبريل 2015  | طواف إقليم الباسك 2015                                         | الثامن في تصنيف النقاط، التاسع في التصنيف العام |
| 03 مايو 2015   | طواف روماندي 2015                                              | الفائز في التصنيف العام                         |
| 23 يونيو 2017  | بطولة روسيا لسباق الدراجات على الطريق 2017                     | الفائز في التصنيف العام                         |
| 20 يونيو 2021  | سباق الطريق للرجال في بطولة روسيا لسباق الدراجات ضد الزمن 2021 |                                                 |

## روابط خارجية
- النر زكرين على موقع الاتحاد الدولي للدراجات (الإنجليزية)
- النر زكرين على موقع أرشيف الدراجات (الإنجليزية)
- النر زكرين على موقع إحصائيات الدراجات الإحترافية (الإنجليزية)
- النر زكرين على موقع نسبة الدراجات (الإنجليزية)
- النر زكرين على موقع CycleBase (الإنجليزية)
- النر زكرين على موقع أوليمبيديا (الإنجليزية)